# العلاقات الصومالية الغانية
العلاقات الصومالية الغانية هي العلاقات الثنائية التي تجمع بين الصومال وغانا.

## مقارنة بين البلدين
هذه مقارنة عامة ومرجعية للدولتين:
| وجه المقارنة                                              | الصومال                        | غانا         |
| --------------------------------------------------------- | ------------------------------ | ------------ |
| المساحة (كم2)                                             | 637.66 ألف                     | 238.53 ألف   |
| عدد السكان (نسمة)                                         | 14.74 مليون                    | 26.91 مليون  |
| الكثافة السكانية (ن./كم²)                                 | 23.12                          | 112.82       |
| العاصمة                                                   | مقديشو                         | أكرا         |
| اللغة الرسمية                                             | اللغة الصومالية، اللغة العربية | لغة إنجليزية |
| العملة                                                    | شلن صومالي                     | سيدي غاني    |
| الناتج المحلي الإجمالي (بليون دولار)                      | 7.37 مليار                     | 47.33 مليار  |
| الناتج المحلي الإجمالي (تعادل القوة الشرائية) بليون دولار |                                | 115.41 مليار |
| الناتج المحلي الإجمالي الاسمي للفرد دولار أمريكي          | 549                            | 1.37 ألف     |
| الناتج المحلي الإجمالي للفرد دولار أمريكي                 |                                | 4.08 ألف     |
| مؤشر التنمية البشرية                                      |                                | 0.579        |
| رمز المكالمات الدولي                                      | +252                           | +233         |
| رمز الإنترنت                                              | .so                            | .gh          |
| المنطقة الزمنية                                           | ت ع م+03:00                    | 00           |

## منظمات دولية مشتركة
يشترك البلدان في عضوية مجموعة من المنظمات الدولية، منها:
| علم المنظمة | اسم المنظمة                                 | تاريخ انضمام الصومال | تاريخ انضمام غانا |
| ----------- | ------------------------------------------- | -------------------- | ----------------- |
|             | مؤسسة التنمية الدولية                       | 31 أغسطس 1962        | 29 ديسمبر 1960    |
|             | يونسكو                                      | 15 نوفمبر 1960       | 11 أبريل 1958     |
|             | الأمم المتحدة                               | 20 سبتمبر 1960       | 8 مارس 1957       |
|             | مجموعة دول أفريقيا والكاريبي والمحيط الهادئ | ?                    | ?                 |
|             | الفريق المعني برصد الأرض                    | ?                    | ?                 |
|             | الاتحاد البريدي العالمي                     | ?                    | ?                 |
|             | البنك الدولي للإنشاء والتعمير               | 31 أغسطس 1962        | 20 سبتمبر 1957    |
|             | الاتحاد الدولي للاتصالات                    | 28 سبتمبر 1962       | 17 مايو 1957      |
|             | منظمة حظر الأسلحة الكيميائية                | ?                    | ?                 |
|             | مؤسسة التمويل الدولية                       | 31 أغسطس 1962        | 3 أبريل 1958      |
|             | المركز الدولي لتسوية المنازعات الاستشارية   | 30 مارس 1968         | 14 أكتوبر 1966    |
|             | منظمة الشرطة الجنائية الدولية               | ?                    | ?                 |
|             | الاتحاد الأفريقي                            | ?                    | ?                 |
|             | البنك الإفريقي للتنمية                      | ?                    | ?                 |

## وصلات خارجية
- موقع وزارة الخارجية الصومالية
- موقع وزارة الخارجية الغانية